# Məsəd
Məsəd è un comune dell'Azerbaigian situato nel distretto di Ağdaş. Conta una popolazione di 1 382 abitanti.